# کلاوس بونساک
کلاوس بونساک (انگلیسی: Klaus Bonsack؛ زادهٔ ۲۶ دسامبر ۱۹۴۱) لژسوار اهل آلمان بود.
وی در مسابقات کشوری و بین‌المللی در مجموع برندهٔ ۲ مدال طلا، ۳ مدال نقره، ۴ مدال برنز شده‌است.